# Байцзю

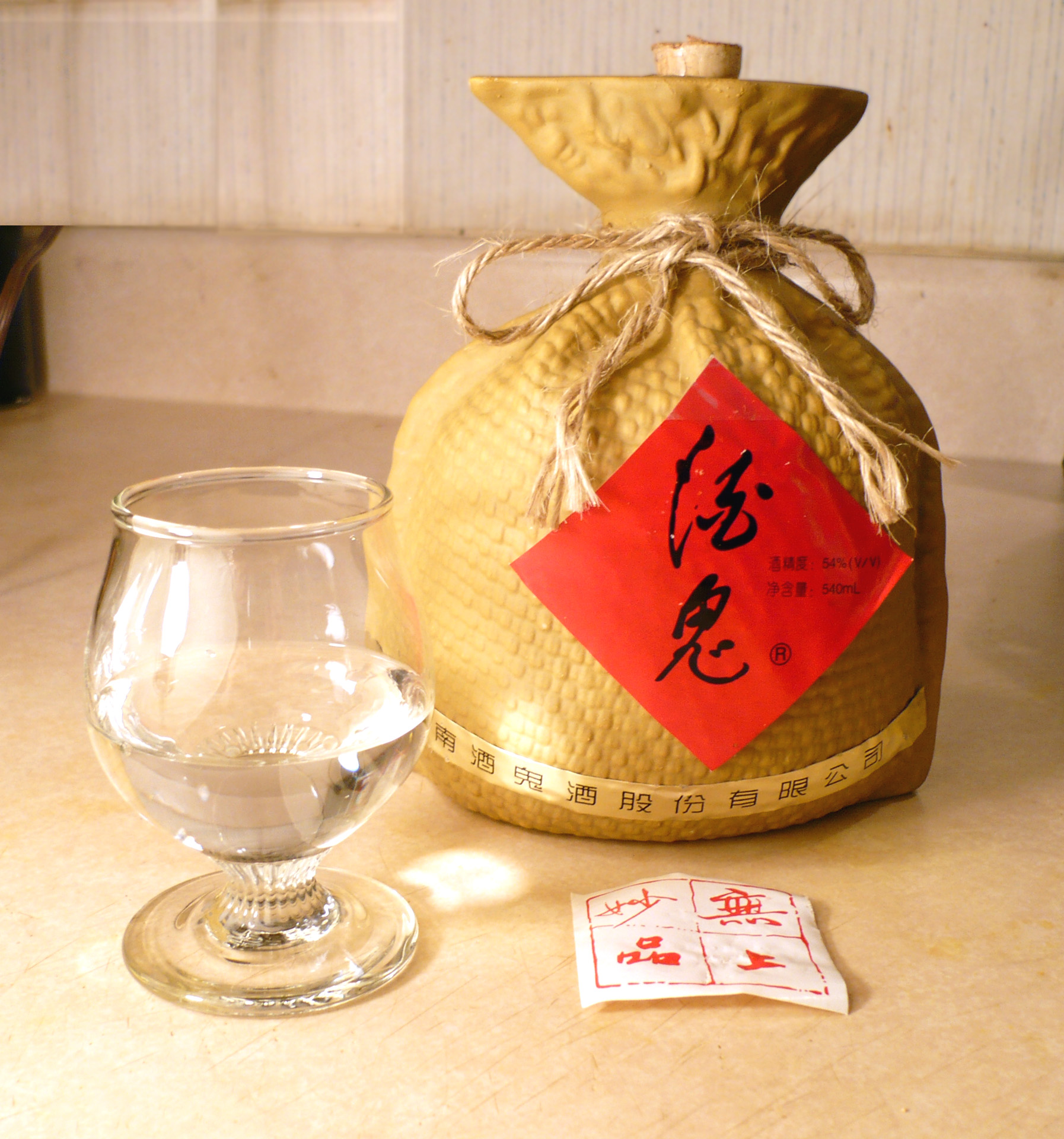
Пляшка байцзю

Байцзю (кит.: 白酒) — китайський міцний алкогольний напій.
Байцзю виготовляють шляхом дистиляції ферментованого сорго, хоча іноді можуть використовуватися й інші зернові. Міцність напою коливається від 35 до 60 %.
Історія байцзю як міцного напою сягає щонайменше XII сторіччя. «Палене вино» згадують вже вірші доби династії Тан, проте словом «байзцю» в ті часи могли іменувати й інші типи напоїв. Західні науковці схиляються до версії запозичення китайцями технології дистиляції з Ірану — одна з назв байцзю схожа на перське «арак».